# Blaue Prunkwinde
Die Blaue Prunkwinde (Ipomoea nil) ist eine Pflanzenart aus der Gattung der Prunkwinden (Ipomoea) aus der Familie der Windengewächse (Convolvulaceae). Das Vorkommen der Pflanze ist pantropisch.

## Beschreibung
Die Blaue Prunkwinde ist eine einjährige Kletterpflanze, die dicht bis verstreut mit langen Trichomen behaart ist. Die fein behaarten Laubblätter sind eiförmig bis beinahe kreisförmig, 5 bis 14 cm lang. Die Basis ist herzförmig, der Rand ist ganzrandig oder drei- bis fünfmal gelappt, die Blattlappen sind zugespitzt oder spitz zulaufend.
Die von Dezember bis Juli erscheinenden Blüten stehen einzeln bis zu fünft in oftmals dichten zymösen Gruppen, in denen fertig entwickelte Blüten und sich entwickelnde Knospen beieinander stehen. Die lang borstig behaarten Kelchblätter haben eine Länge von 15 bis 25 mm, sie sind lang lanzettlich geformt und haben eine linealisch-lanzettliche Spitze. Die Krone ist blau, violett oder nahezu scharlachrot. Oftmals ist der Schlund weiß gefärbt. Die Kronröhre hat eine Länge von 3 bis 5 cm, der Kronsaum hat eine Breite von 4 bis 5 cm.
Die Früchte sind nahezu kugelförmige bis kugelförmige Kapselfrüchte mit einem Durchmesser von 8 bis 12 mm. Die Samen sind birnenförmig und dicht mit kurzen Trichomen besetzt.
Die Chromosomenzahl beträgt 2n = 30.

## Vorkommen
Die Art ist pantropisch verbreitet und ist auch oft in Kultur zu finden.

## Systematik
Die Blaue Prunkwinde wird innerhalb der Untergattung Ipomoea in die Serie Heterophyllae der Sektion Pharbitis eingeordnet (und zuweilen noch unter dem Synonym Pharbitis nil geführt).
Die Art wird oftmals mit Ipomoea indica, Ipomoea hederacea oder Ipomoea purpurea verwechselt. Ipomoea indica unterscheidet sich vor allem durch die breiten und weniger krautigen Kelchblätter, während Ipomoea purpurea spitz zulaufende und abgestumpfte Kelchblätter besitzt. Die Unterscheidung von Ipomoea nil und Ipomoea hederacea ist deutlich schwieriger, bei letzterer sind jedoch die Kelchblätter etwas stärker verengt und stehen weiter ab oder sind zurückgerollt.